# Векше Лейкерс

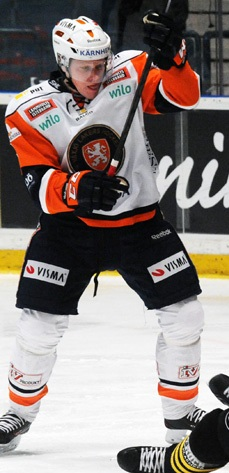
Ніклас Лундгрен

«Векше Лейкерс» (швед. Växjö Lakers Hockey) — хокейний клуб з м. Векше, Швеція. Виступає в Шведській хокейній лізі. Домашні ігри команда проводить на «Віда-Арені» (5,329). Офіційні кольори клубу: синій, помаранчевий і білий.

## Історія
Клуб заснований у 1997 році, після банкрутства іншої місцевої команди — Векше ГК. Спершу виступав у нижчих дивізіонах, 2003 року вийшов до Аллсвенскан, а 2011 року увійшов до Елітсерії.

## Досягнення
Чемпіон Швеції (4): 2015, 2018, 2021, 2023.

## Відомі гравці
Найсильніші гравці різних років:
- Колбі Армстронг
- Томі Калліо
- Шон Подейн